# Municipio de Hire
El municipio de Hire (en inglés: Hire Township) es un municipio ubicado en el condado de McDonough en el estado estadounidense de Illinois. En el año 2010 tenía una población de 229 habitantes y una densidad poblacional de 2,34 personas por km².

## Geografía
El municipio de Hire se encuentra ubicado en las coordenadas 40°30′18″N 90°50′37″O / 40.50500, -90.84361. Según la Oficina del Censo de los Estados Unidos, el municipio tiene una superficie total de 97.99 km², de la cual 97,88 km² corresponden a tierra firme y (0,11 %) 0,11 km² es agua.

## Demografía
Según el censo de 2010, había 229 personas residiendo en el municipio de Hire. La densidad de población era de 2,34 hab./km². De los 229 habitantes, el municipio de Hire estaba compuesto por el 99,13 % blancos, el 0,44 % eran amerindios y el 0,44 % eran de una mezcla de razas. Del total de la población el 0 % eran hispanos o latinos de cualquier raza.